# ساكيس أناستاسياديس
ساكيس أناستاسياديس (باليونانية: Σάκης Αναστασιάδης)‏ هو لاعب كرة قدم ومدرب كرة قدم يوناني في مركزي الهجوم والوسط، ولد في 1 يوليو 1961 في سيرس في اليونان. لعب مع نادي إيراكليس.